# Sanatorni "Rodnik"
Sanatorni "Rodnik" (en rus: Санаторий «Родник») és un poble (un possiólok) de l'óblast de Saràtov, a Rússia, segons el cens del 2010 tenia 36 habitants. Pertany al districte municipal de Khvalinsk.